# 公判前整理手続
公判前整理手続（こうはんぜんせいりてつづき）とは、刑事裁判で公判前に争点を絞り込む手続。刑事訴訟法316条の2以下に定めがある。なお、マスメディアによっては「こうはんまえせいりてつづき」と読まれることもある。
類似する手続に、公判と公判との間で行われる期日間整理手続（きじつかんせいりてつづき）がある。

## 概説
裁判員制度の導入をにらみ、刑事裁判の充実・迅速化を図るため、2005年（平成17年）11月の改正刑事訴訟法施行で導入された。裁判員制度では、対象となる刑事裁判全てがこの手続に付される。
裁判官、検察官、弁護人が初公判前に協議し、証拠や争点を絞り込んで審理計画を立てる。公開、非公開の規定はないが、慣例として大半が非公開である。
この制度の下では、争点整理に際しては十分に当事者が証拠の開示を受ける必要があることから、検察官及び弁護人に一定の証拠開示義務が定められ、裁判所による証拠開示に関する裁定制度が設けられた。
公判前整理手続の終了後は新たな証拠請求が制限されるため、被告人に不利になる場合もあると言われている。

### 各国
アメリカ合衆国では検察官に被告人に有利な証拠の開示義務がある。イギリスでは全ての証拠の一覧表を被告人、弁護人に提示することが検察官に義務付けられている。オーストラリア、カナダでは公判前に全ての証拠を被告人、弁護人に開示しなければならない。

## 出頭する者
- 公判前整理手続は、法律的知識を持つ専門家が争点や証拠の整理を行わなければ、被告人の防御権が損なわれる可能性があるため、刑事訴訟法第289条1項の必要的弁護事件（死刑又は無期若しくは長期3年を超える懲役若しくは禁錮にあたる事件）でなくても、被告人に弁護人が選任されていなければ、行うことができない（刑事訴訟法第316条の4）。
- そして、公判前整理期日には、検察官及び弁護人が出席しなければ、手続きを行うことができない（刑事訴訟法第316条の7）。一方、公判期日ではないため、被告人が出席する必要はなく、被告人が希望した場合には出席することができる（同法第316条の9第1項）。また、裁判所が必要と認めれば、被告人に対し出頭を求めることができる（同条第2項）

## 公判前整理手続でなされる内容
1. 訴因、罰条を明確にさせるとともに、追加、撤回又は変更を許すこと
2. 公判期日においてすることを予定している主張を明らかにさせて事件の争点を整理すること
3. 証拠調べの請求をさせ、その立証趣旨、尋問事項等を明らかにするとともに、それに対する意見（刑訴法326条の同意の有無も含む）を確かめ、証拠調べをする決定または却下の決定をし、証拠調べをする決定をした証拠について証拠の取調べの順序及び方法を定め、証拠調べに関する異議の申立てに対する決定をすること。
4. 鑑定の実施手続きを行うこと（裁判員裁判に限る）
5. 証拠開示に関する裁定を行うこと
6. 被害者参加手続への参加決定またはこれを取り消す決定をすること
7. 公判期日を定め、又は変更することその他公判手続の進行上必要な事項を定めること

## 公判前整理手続の流れ
裁判所が、公訴提起後、当事者の意見を聞いて、公判前整理手続に付する決定をした場合（刑訴法316条の2）、裁判所は当事者の意見を聞いて証明予定事実記載書面の提出期限を定めるものとする。検察官は、公判期日において証拠により証明しようとする事実を記載した書面を提出するとともに、証拠の取調べを請求する（刑訴法316条の13第1項、2項）。検察官は、被告人または弁護人に対し検察官請求証拠を開示しなければならない（刑訴法316条の14）。あわせて、被告人または弁護人の請求に基づき証拠の一覧表を交付しなければならない。検察官が新たに証拠の保管に至った時も、改めて新たに証拠の保管に至った一覧表を交付しなければならない。
これに対し被告人または弁護人は刑訴法316条の15第1項各号に掲げる類型の証拠（証拠物、検証調書、鑑定書、供述調書、取調べ状況報告書、押収手続き記録書面等が掲げられている）に該当し、特定の検察官請求証拠の証明力を判断するために重要と求められるものについて、検察官に対し開示請求できる（類型証拠開示、刑訴法316条の35）。
検察官請求証拠に関し、被告人または弁護人は意見を述べるとともに、公判期日においてすることを予定している主張があるときは、これを記載した予定主張記載書面を提出するとともに、証拠調べ請求しなければならない（刑訴法316条の17）。これらの手続きについても裁判所は当事者の意見を聞いて期限を定めることができる。さらに、弁護人請求証拠については、検察官に開示しなければならず（刑訴法316条の18）、検察官は意見を明らかにしなければならない（刑訴法316条の19）。
被告人または弁護人は、検察官に対し弁護人の主張に関連する証拠で、検察官請求証拠及び類型開示証拠に該当するもの以外について証拠開示請求できる（争点関連証拠開示、刑訴法316条の20）。
当事者が主張する事実を追加・変更する際は同様の手続を経る。
当事者間の争点の明示及び証拠の開示手続きを経て、裁判所は当事者の意見を聞き、釈明を求めるなどして、争点を明確にし、証拠を整理し、公判予定を定める。公判前整理手続終了時には、当事者との間で事件の争点及び整理の結果を明らかにしなければならない（刑訴法316条の24）。
公判においては、原則として通常の手続きにより開かれるが、検察官の冒頭陳述のみならず、弁護人も主張があるときは弁護人は冒頭陳述をしなければならない（刑訴法316条の30）。その後、裁判所は、公判前整理手続の結果を顕出し、争点を明確にする（刑訴法316条の31）。なお、公判前整理手続を経た事件は、やむを得ない事由により公判前整理手続で証拠請求できなかった証拠を除いては証拠調請求できないが、裁判所が職権で証拠調べをすることを妨げるものではない（刑訴法316条の32）。
刑事訴訟法の証拠開示制度は、検察官手持ち証拠の全ての開示を求めるものでなく、その一覧表の提示も義務付けていない。検察官が被告人に有利な証拠を隠し続けることが可能。

## 審理期間
東京地裁で初適用されたイラン人による殺人未遂事件の裁判では、初公判から判決までに4回開廷し、要した日数はわずか13日間だった。求刑12年に対し、懲役8年が言い渡された。
公判前整理手続の平均期間は、裁判員裁判が始まった2009年は2.8ヵ月だったが、2017年には8.3ヵ月と長期化の傾向にある。これに伴い、起訴から判決までの平均期間は2017年には10.1ヵ月に達している。最高裁判所の司法研修所は、公判前整理手続の期間が1年半を超えた過去の50の事件を分析した結果として「被告人が自白せず、状況証拠しかない事件」「共犯者の供述が証拠の柱となる事件」「被告人の刑事責任能力が争いとなる事件」の3類型が長期化しやすいとした。最高裁の司法研修所は長期化を招くとして検察側の要因として「有罪・無罪と量刑を決めるのに重要でない主張が目立ち、争点を増やしていた」、弁護側の要因として「検察側の主張に対する反論をまとめるのに時間がかかりすぎていた」をそれぞれ指摘した。最高裁の司法研修所は期間短縮の方策として検察側が重要な争点に絞って立証することや弁護側が争点ごとに反論書面を作成して出来たものから順に提出して短縮化を図ることを提言している。